# Seán Kelly (polityk)
Seán Kelly, irl. Seán Ó Ceallaigh (ur. 26 kwietnia 1952 w Killarney) – irlandzki polityk, nauczyciel i działacz sportowy, deputowany do Parlamentu Europejskiego VII, VIII, IX i X kadencji.

## Życiorys
Ukończył studia nauczycielskie na University College w Dublinie. Pracował następnie w zawodzie nauczyciela w szkołach na terenie irlandzkiej stolicy. od 1975 stał na czele regionalnych związków sportowych. W 1984 współorganizował drużynę hurlingową w swoim rodzinnym hrabstwie.
W latach 2003–2006 jako pierwszy w historii przedstawiciel hrabstwa Kerry pełnił funkcję prezesa Gaelic Athletic Association, największej krajowej organizacji promującej tradycyjne sporty irlandzkie (hurling, camogie i inne), jak również folkową muzykę i taniec. Później do 2008 stał na czele Irish Institute of Sport
W wyborach w 2009 z listy Fine Gael uzyskał mandat posła do Parlamentu Europejskiego w okręgu południowym. Przystąpił do grupy Europejskiej Partii Ludowej, a także do Komisji Rozwoju Regionalnego. Z powodzeniem ubiegał się o europarlamentarną reelekcję w 2014, 2019 i 2024.